# Dorință (carnală)
Dorința carnală, sau tânjirea, este o forță psihologică ce se produce dorind sau relaxând intens pentru un obiect material, ori circumstanțe împlinitoare emoției. Dorința carnală poate lua orice formă cum ar fi tânjirea pentru sexualitate, iubire, bani sau putere. Poate lua astfel de forme mundane ca tânjirea pentru mâncare ca formă dinstinctă față de dorința pentru mâncare.